# Leskovec (district de Vsetín)
Leskovec (en allemand : Leskawetz) est une commune du district de Vsetín, dans la région de Zlín, en République tchèque. Sa population s'élevait à 661 habitants en 2020.

## Géographie
Leskovec est arrosée par la Senice et se trouve à 7 km au sud de Vsetín, à 26 km à l'est-nord-est de Zlín et à 272 km à l'est-sud-est de Prague.
La commune est limitée par Lhota u Vsetína et Ústí au nord, par Hovězí à l'est, par Valašská Polanka au sud, et par Seninka à l'ouest.

## Histoire
La première mention écrite du village date de 1361.